# 直指
在语言学中，直指（英語：deixis）是指用词或短语来指代语境中特定的时间、地点或人物，比如明天、那里、他们这些词。這些詞原本的意义是固定的，但是其指代意义會因时间和/或地点的不同而变化。
一个与直指相关的概念是回指。有的语言学家会把回指作为直指的一种，有的则把这两个概念完全区分开来。

## 类型

### 传统的范畴
Charles J. Fillmore 用 "主要语法化类型 "一词来指代最常见的语境信息类别：人、地点和时间。类似的范畴化方法在其他地方也可以找到。

#### 人称直指
人称直指关注话语中涉及的语法人称：
1. 直接涉及的（例如说话人与收话人）
2. 间接涉及的 (例如并非作为直接的收话人却听到了对话的人)
3. 在对话中所提及的[5]

#### 空间直指
空间直指，或称地点直指，关注于与语篇相关的空间位置。与人称直指类似，地点可以是说话人和收话人的地点，也可以是所指的人或物的地点。英语中最突出的例子是副词 here 和 there，以及指示代词 this、these、that 和 those，不过这些并不是唯一的例子。

#### 时间直指
时间直指关注于与语篇中涉及和提及的不同时间。这包括时间副词，如英语中的 "now"、"then" 和 "soon"，以及不同的动词时态。另一个例子是“明天”这个词，它表示任何一天之后的下一个连续的日子。去年某天说的“明天”和下周说的“明天”表示不同的日子。时间副词可以是相对于发出话语的时间（Fillmore 称之为“编码时间”），也可以是相对于听到话语的时间（Fillmore 称之为“解码时间”）。

### 其它范畴
虽然传统的直指的分类可能是最明显的，但还有其他类型的直指在语言的使用中也同样普遍存在。这些直指的范畴首先由 Fillmore 和 Lyons 讨论，并在其他人的作品中得到响应。其中两个是对话直指和社会直指。